# Estaimpuis
Estaimpuis (in Tiếng Hà Lan Steenput) là một đô thị của Bỉ, tọa lạc located trong tỉnh Hainaut. Đô thị này bao gồm các đô thị cũ Estaimpuis, Bailleul, Estaimbourg, Évregnies, Leers-Nord, Néchin, và Saint-Léger.